# Cubocephalus lapponicus
Cubocephalus lapponicus är en stekelart som först beskrevs av Zetterstedt 1838.  Cubocephalus lapponicus ingår i släktet Cubocephalus och familjen brokparasitsteklar. Arten är reproducerande i Sverige. Inga underarter finns listade i Catalogue of Life.